# Liste der Baudenkmäler in Waldorf (Bornheim)
Die Liste der Baudenkmäler in Waldorf (Bornheim) enthält die denkmalgeschützten Bauwerke auf dem Gebiet von Bornheim (Rheinland)-Waldorf in Nordrhein-Westfalen (Stand: Februar 2014). Diese Baudenkmäler sind in der Denkmalliste der Stadt Bornheim (Rheinland) eingetragen; Grundlage für die Aufnahme ist das Denkmalschutzgesetz Nordrhein-Westfalen (DSchG NRW).

| Bild                  | Bezeichnung                     | Lage                                     | Beschreibung             | Bauzeit | Eingetragen seit | Denkmal- nummer |
| --------------------- | ------------------------------- | ---------------------------------------- | ------------------------ | ------- | ---------------- | --------------- |
| Ehemaliges Winzerhaus | Ehemaliges Winzerhaus           | Waldorf Dersdorfer Straße 12 Karte       |                          |         |                  | 30              |
| weitere Bilder        | Pfarrkirche St. Michael         | Waldorf Hostertstraße 19 Karte           | Architekt: Vincenz Statz | 1880    |                  | 37              |
| weitere Bilder        | Vierflügelige Fachwerkhofanlage | Waldorf Bannweg 6 Karte                  |                          | 1765    |                  | 62              |
| weitere Bilder        | Rodenkirchener Hof              | Waldorf Hühnermarkt 30 Karte             |                          |         |                  | 80              |
| weitere Bilder        | Wegekreuz                       | Waldorf Mittelstraße 2 Karte             |                          |         |                  | 87              |
| weitere Bilder        | Heiligenhäuschen                | Waldorf Lilienstraße Karte               |                          |         |                  | 94              |
| weitere Bilder        | Wegestock                       | Waldorf Guter-Hirte-Pfad Karte           |                          |         |                  | 96              |
| weitere Bilder        | Heiligenhäuschen                | Waldorf Heerweg / Ecke Bannweg Karte     |                          |         |                  | 97              |
| weitere Bilder        | Fachwerkhof                     | Waldorf Büttgasse 13 Karte               |                          | 1766    |                  | 98              |
| weitere Bilder        | Fachwerkhofanlage               | Waldorf Hühnermarkt 4 Karte              |                          |         |                  | 120             |
| weitere Bilder        | Hofanlage, ehemalige Schmiede   | Waldorf Büttgasse 2 Karte                |                          |         |                  | 125             |
| Fachwerkhof           | Fachwerkhof                     | Waldorf Hühnermarkt 37 Karte             |                          |         |                  | 130             |
| weitere Bilder        | Wegekreuz (Lütterkreuz)         | Waldorf Rheinbacher Straße Karte         |                          |         |                  | 143             |
| weitere Bilder        | Wegekapelle „Lourdeskapelle“    | Waldorf Heerweg / Ecke Straufsberg Karte |                          |         |                  | 175             |
| Fachwerkhaus          | Fachwerkhaus                    | Waldorf Schmiedegasse 42 Karte           |                          |         |                  | 181             |
|                       | Grabkreuz                       | Waldorf Friedhof Grab Nr. 804 + 805      |                          |         |                  | 194             |
| Hofanlage             | Hofanlage                       | Waldorf Dersdorfer Straße 19 Karte       |                          |         |                  | 196             |
| weitere Bilder        | Josefshaus                      | Waldorf Hostertstraße 20 Karte           |                          |         |                  | 198             |
| weitere Bilder        | Fachwerkhofanlage               | Waldorf Hostertstraße 24 Karte           |                          |         |                  | 204             |
| Fachwerkhofanlage     | Fachwerkhofanlage               | Waldorf Mittelstraße 5 Karte             |                          |         |                  | 209             |
| weitere Bilder        | Fachwerkhof                     | Waldorf Lilienstraße 19 Karte            |                          |         |                  | 211             |
| weitere Bilder        | Fachwerkscheune                 | Waldorf Michaelsweg 1 Karte              |                          |         |                  | 214             |